# Función paridad
En el álgebra de Boole, una función paridad es una función booleana cuyo valor es 1 si el vector de entrada tiene un número impar de unos.
La función paridad es una función booleana simétrica, de mucha utilidad en la investigación teórica de complejidad de circuitos.

## Definición
Una función paridad de n variables es la función booleana {\displaystyle f:\{0,1\}^{n}\to \{0,1\}} tal que {\displaystyle f(x)=1} si y solo si el número de unos en el vector {\displaystyle x\in \{0,1\}^{n}} es impar. En otras palabras, {\displaystyle f} se define como sigue:
{\displaystyle f(x)=x_{1}\oplus x_{2}\oplus \dots \oplus x_{n}}.

### Ejemplo
| Entrada | Paridad | Entrada | Paridad |
| ------- | ------- | ------- | ------- |
| 1       | 1       | 1011    | 1       |
| 10      | 1       | 1100    | 0       |
| 11      | 0       | 1101    | 1       |
| 100     | 1       | 1110    | 1       |
| 101     | 0       | 1111    | 0       |
| 110     | 0       | 10000   | 1       |
| 111     | 1       | 10001   | 0       |
| 1000    | 1       | 10010   | 0       |
| 1001    | 0       | 10011   | 1       |
| 1010    | 0       | 10100   | 0       |

## Propiedades
La función paridad es una función booleana simétrica.
La función de paridad de n variables y su negación son las únicas para las cuales todas sus formas normales disyuntivas tienen el número máximo de 2 n − 1 monomios de tamaño n, y todas sus formas normales conjuntivas tienen el número máximo de 2 n − 1 cláusulas de tamaño n.